# Stockholm (nave)
La Stockholm è un ex transatlantico con prora e caratteristiche strutturali da rompighiaccio, di nazionalità svedese. Costruita nel 1948 dalla Götaverken di Göteborg, fu impiegata dalla compagnia marittima Swedish American Line sulla linea passeggeri tra Stoccolma e New York.
Dal 1º marzo 2016 è in servizio come nave da crociera per la compagnia Cruise & Maritime Voyages con il nome di Astoria. Con il ritiro della Doulos Phos nel 2010 (e la sua tirata a secco nel 2015 per farne un albergo di lusso), l’Astoria è, ad oggi, la più vecchia nave passeggeri del mondo ancora in servizio attivo.
La Stockholm è nota in quanto il 25 luglio 1956 speronò la turbonave transatlantica italiana Andrea Doria della società Italia - Società di Navigazione di Genova, causandone il naufragio.

## Caratteristiche
All'epoca del varo, pur essendo la più piccola nave passeggeri a fare servizio tra le due sponde dell'Atlantico settentrionale, rappresentava la più grande nave mai uscita da un cantiere svedese, con una stazza lorda di 12.165 tonnellate ed una capacità di 395 persone, suddivise in una prima classe da 113 passeggeri, una classe turistica da 282 passeggeri ed un equipaggio di 220 persone. Era una motonave, in quanto la propulsione era fornita da due motori diesel con una potenza totale di 12.000 CV, in grado di garantirle una velocità di 17 nodi (31,48 km/h). Al fine di poter viaggiare in mari ghiacciati, fu dotata di una prua rinforzata, simile ai rompighiaccio.
Nel 1952 fu sottoposta a lavori di ampliamento, con un aumento della stazza lorda a 12.644 tonnellate e della capienza fino a 568 passeggeri. Nel 1955 fu dotata di alette stabilizzatrici.

## La collisione con l'Andrea Doria
La Stockholm è passata alla storia per essere stata la causa del drammatico affondamento del transatlantico italiano Andrea Doria. Nell'incidente morirono anche cinque membri del suo equipaggio. Al momento dell'incidente, intorno alle 23:10 del 25 luglio 1956, la nave viaggiava da New York a Göteborg ed era sotto il comando del terzo ufficiale Johan-Ernst Carstens-Johannsen, 26 anni, mentre il comandante Gunnar Nordenson si trovava a riposo. La nave svedese e quella italiana stavano attraversando un corridoio marittimo molto trafficato e ricoperto da una fitta coltre di nebbia; mentre l'Andrea Doria, agli ordini del comandante Piero Calamai, navigando sulla sua rotta corretta, emetteva i segnali acustici obbligatori in caso di nebbia ed aveva ridotto la velocità, la Stockholm stava procedendo ad alta velocità e senza emettere alcun segnale. Le due navi non ebbero inizialmente nessun contatto, né visivo né radiofonico, e finirono per scontrarsi a seguito di un'errata lettura del radar della nave svedese (la quale era governata in modo impreciso dal timoniere, che era piuttosto inesperto e correggeva continuamente la rotta), a seguito della quale venne eseguita erroneamente una virata a dritta. Quando le due navi si avvistarono reciprocamente, erano ormai troppo vicine; l'Andrea Doria tentò inutilmente una manovra d'emergenza virando a sinistra e fu speronata nella fiancata di dritta. La Stockholm penetrò ortogonalmente con la prua rinforzata nella fiancata dell'Andrea Doria, che nel frattempo continuava la sua corsa, all'altezza della plancia, sfondando tre ponti (per un'altezza di dodici metri) e uccidendo, schiacciandoli, i 46 passeggeri alloggiati nelle cabine interessate dall'urto. Una ragazza di quattordici anni, Linda Morgan, occupante di una di queste cabine, fu fortunosamente sbalzata sulla nave svedese riportando solo una frattura e ferite lievi. Con la prua affondata di 90 centimetri, la Stockholm, dal momento che non rischiava di perdere la galleggiabilità, rimase sul posto e si adoperò per soccorrere i naufraghi dell'Andrea Doria (che nel frattempo si stava coricando sul lato di dritta e sarebbe affondata nell'arco delle successive 11 ore), imbarcando 327 passeggeri e 245 membri dell'equipaggio (la maggior parte dei superstiti venne però caricata a bordo dal transatlantico francese Île de France, arrivato sul posto dopo aver ricevuto la chiamata di soccorso della nave italiana). La nave ritornò poi verso New York, ove arrivò il 27 luglio.

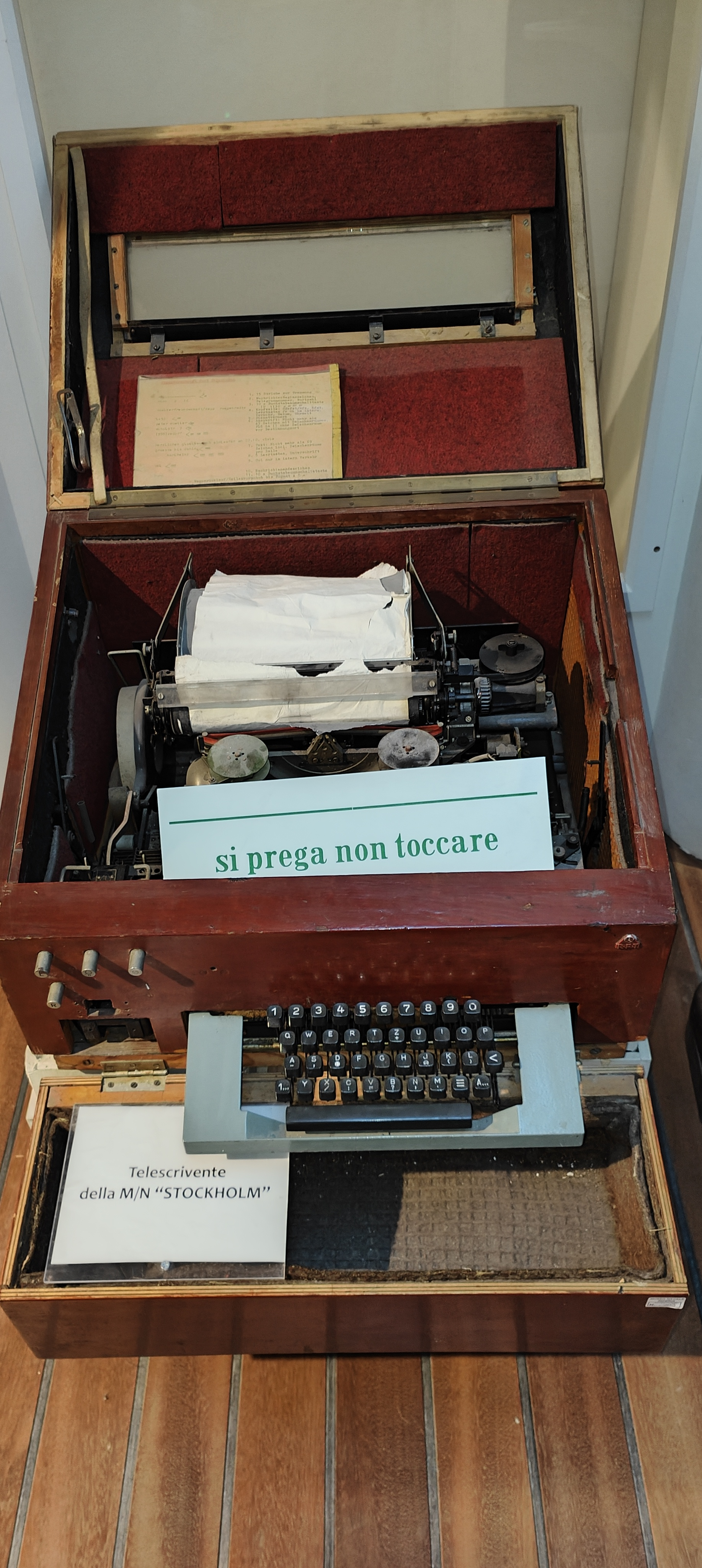
Telescrivente dello Stockholm (Museo navale di Imperia)

## Dopo la collisione
Il transatlantico fu quindi riparato a New York dalla Bethlehem Steel Company Shipbuilding Division, con un costo di un milione di dollari americani, e tre mesi dopo l'incidente riprese il servizio nella Swedish America Line fino al 1960, quando venne acquistato dal governo tedesco orientale. La VEB Deutsche Seereederei lo utilizzò fino al 1985 con base a Rostock. Dal 1966 al 1985, nei mesi invernali, fu in servizio presso la società marittima Stena Line.
In seguito, nell'aprile 1985, l'unità fu venduta ad una società marittima panamense, la Neptunus Rex Enterprises, che la utilizzò fino alla fine dell'anno. La nave fu quindi lasciata in disarmo a Southampton dal dicembre 1985 fino al 1989, con una parentesi in veste di nave caserma e ricovero per rifugiati politici a Oslo, in Norvegia.

## Servizio crociere

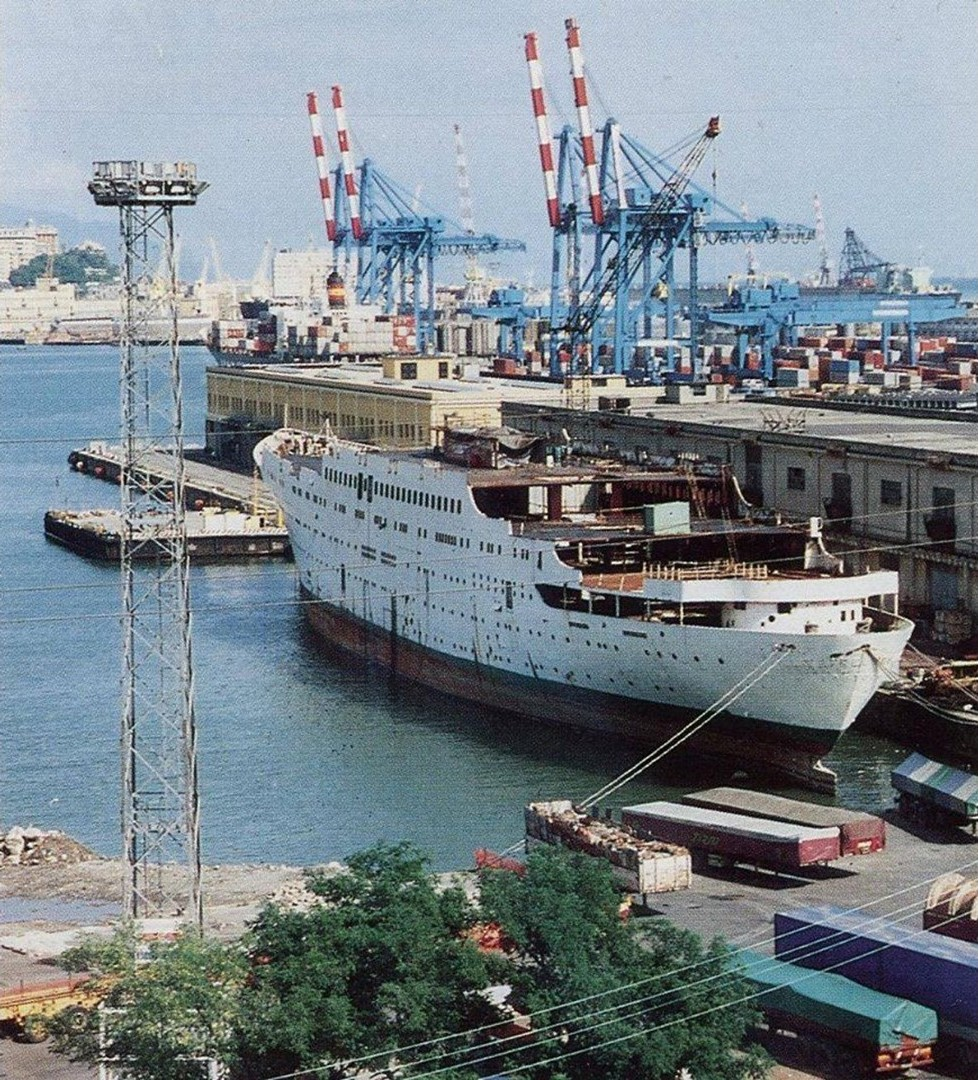
Lavori di conversione in nave da crociera presso Genova, 1993

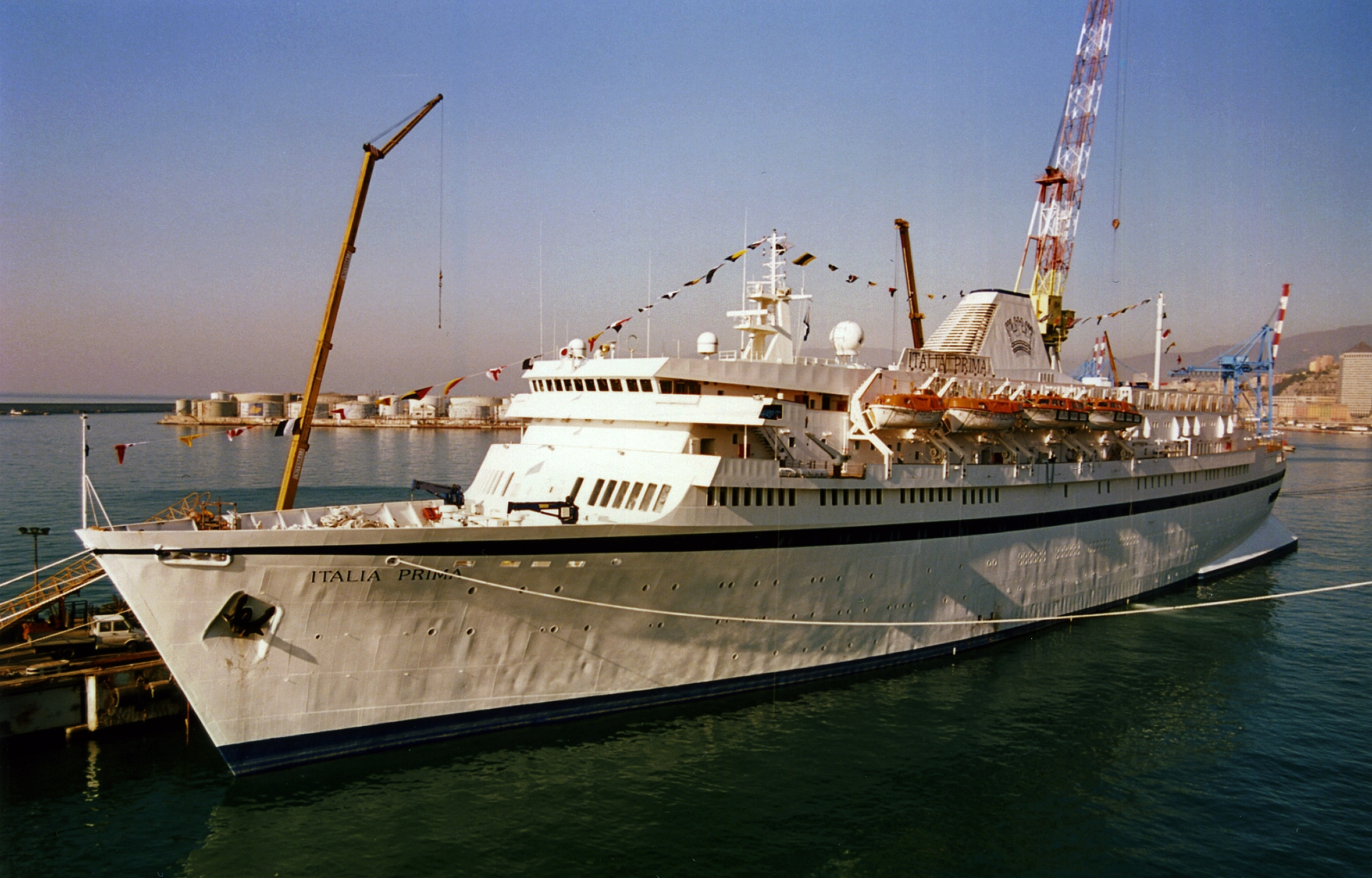
Come Italia Prima a Genova nel 1994

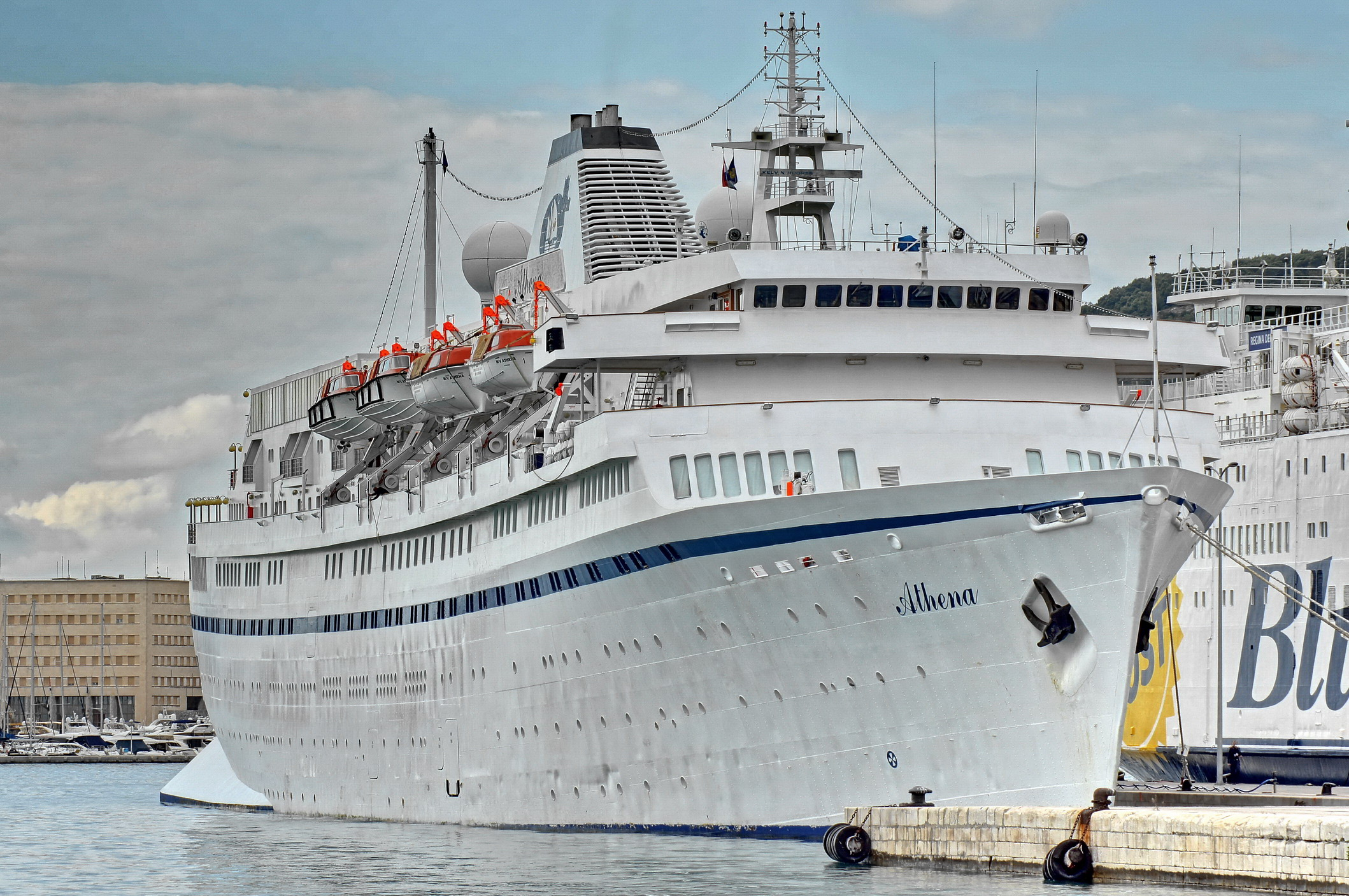
Athena a Spalato, il 22 ottobre 2011

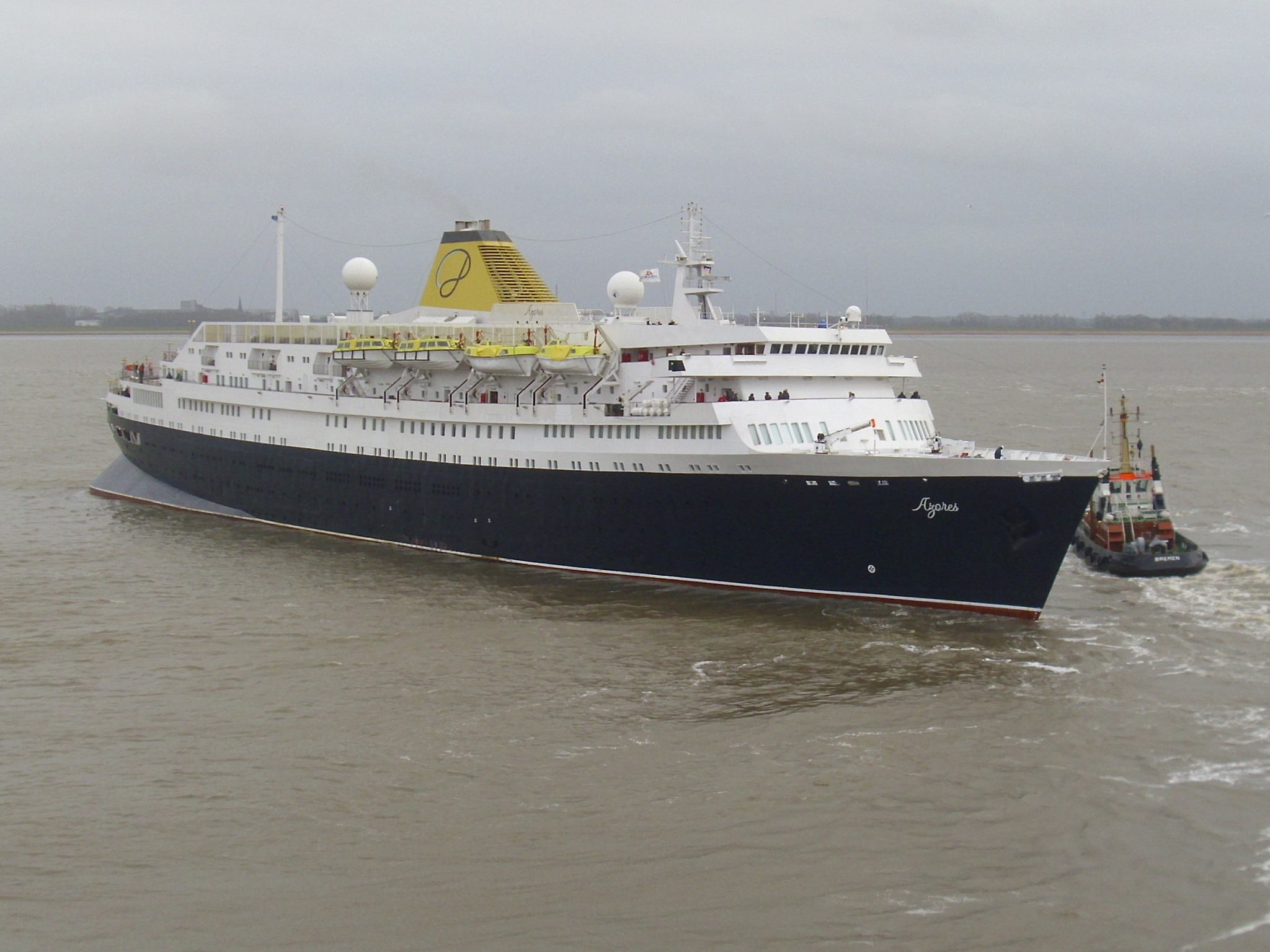
La nave in servizio col suo vecchio nome di Azores

Nel maggio 1989 la nave venne venduta alla società marittima Star Lauro Lines, che la fece sottoporre, presso le riparazioni navali di Varco Chiappella al Molo Giano del porto di Genova, a profondi lavori di trasformazione, nelle sovrastrutture e nello scafo. Quest'ultimo fu dotato, nella zona poppiera, di controcarene per aumentare la stabilità, modificando profondamente lo specchio di poppa (con la caratteristica forma a “coda d'anatra”) ed il profilo. In occasione della trasformazione sono anche stati sostituiti i motori con altri più potenti. Contestualmente l'unità, riconvertita in nave da crociera, venne ribattezzata Italia I; rimase inattiva fino al 1993, anno in cui iniziò effettivamente il servizio come nave da crociera.
Da allora la nave ha cambiato più volte nome e proprietari, Italia Prima, Valtur Prima, Caribe, Athena e Azores, ma sempre utilizzata per servizio crociere.
Il 3 dicembre 2008 ha subito un attacco da parte dei pirati somali nel Golfo di Aden, i quali l'hanno circondata con ventinove imbarcazioni. Allertate le forze di sicurezza, è accorso in aiuto un aereo P-3 Orion della Marina militare degli Stati Uniti. Nel frattempo veniva scongiurato l'abbordaggio da parte dei pirati mediante l'utilizzo degli idranti con potenti getti d'acqua. Successivamente i pirati, in seguito all'arrivo dell'aereo, si sono allontanati e la Athena ha proseguito il suo viaggio verso l'Australia.
Attualmente naviga per CMV, mentre in inverno rimane ormeggiata in Messico.

## Cronologia nomi
- 1948-1960: Stockholm
- 1960-1985: Völkerfreundschaft
- 1985-1986: Volker
- 1986-1993: Fridtjof Nansen
- 1993-1994: Italia I
- 1994-1998: Italia Prima
- 1998-2002: Valtur Prima
- 2002-2005: Caribe
- 2005-2013: Athena
- 2013-2015: Azores
- 2015-: Astoria

### Cronologia compagnie
- 1948-1960: Swedish America Line
- 1960-1985: VEB Deutsche Seereederei
- 1985-1989: Neptunus Rex Enterprises
- 1989-1994: Star Lauro
- 1994-2002: Nina Cia. di Navigazione
- 2002-2004: Festival Crociere
- 2004-2013: Nina SpA
- 2013-2015 Portuscale Cruises
- 2015-2020: Cruise & Maritime Voyages